# ポケットの中に
「ポケットの中に」（ポケットのなかに）は、1980年3月に日本コロムビアから発売された大山のぶ代のシングル。
テレビ朝日系のアニメ『ドラえもん』の映画『ドラえもん のび太の恐竜』主題歌である。1986年2月21日には『ドラえもん のび太と鉄人兵団』主題歌の『わたしが不思議』のB面曲として再発（日本コロムビア CK-762）された。

## 概要
ドラえもん映画作品における最初の主題歌となった。
テレビシリーズでも劇中や、提供クレジット→エンドカードのインストとして使用された。また、1981年の『ドラえもん のび太の宇宙開拓史』のエンディングにも使用され、『のび太の恐竜』のミュージカル版では挿入歌として使用された。のちに『ドラえもん のび太と鉄人兵団』などでも挿入歌として用いられたが、『ドラえもん のび太の恐竜』とは歌い方が微妙に違っている。また、『ドラえもん のび太の宇宙漂流記』ではドラえもん達が映画の中で口ずさんでいた。
『のび太の恐竜』の漫画版（大長編ドラえもん）では本作の詞が見開きに載せられている。

## 収録曲

### 1980年版
1. ポケットの中に
歌：ドラえもん（大山のぶ代）、コーラス：ヤング・フレッシュ
作詞：武田鉄矢、作曲・編曲：菊池俊輔
2. ドラえもん　じゃあニィ
歌：ドラえもん（大山のぶ代）
作詞：喜多條忠、作曲・編曲：菊池俊輔

### 1986年版
1. わたしが不思議
歌：大杉久美子
作詞：武田鉄矢、作曲・編曲：菊池俊輔
2. ポケットの中に
歌：ドラえもん（大山のぶ代）
作詞：武田鉄矢、作曲・編曲：菊池俊輔

## アルバム
数多くの『ドラえもん』関連のアルバムに収録されている。